# Baconend Green
Baconend Green – wieś w Anglii, w hrabstwie Essex. Leży 16 km na północny zachód od miasta Chelmsford i 49 km na północny wschód od Londynu.